# 개똥녀
개똥녀는 지하철에서 애완견의 변을 치우지 않았다고 추정되는 한 여성에게 네티즌들이 붙인 별명이다.

## 사건 개요
2005년 서울 지하철 2호선에 탑승한 한 여성이 데리고 탄 애완견이 갑자기 설사를 했다. 사진 속 주인공은 당황하면서 개는 닦았으나, 지하철 바닥에 떨어진 개의 배설물은 치우지 않고 다음 정거장인 아현역에서 내렸다. 결국 같은 칸에 있던 한 어르신께서 바닥에 떨어진 개의 배설물을 치웠다. 이 사건을 지켜본 한 사람이 애완견의 배설물을 치우지 않고 자리에 앉아 있는 여성의 사진과, 나중에 애완견을 데리고 사진속의 주인공이 내린 다음 어떤 할아버지가 개의 배설물을 치우는 사진, 이렇게 두 장의 사진을 찍고 이 상황을 설명한 글을 인터넷에 올렸다. 이 사진과 글은 2005년 6월 5일부터 여러 사이트에 퍼졌고, 인터넷 뉴스 사이트에 실리면서 폭발적으로 퍼져나갔다.

## 누리꾼의 반응
이 사진을 접한 대부분의 누리꾼들은 사진속의 주인공에 대해 분노했다. 애완견을 데리고 공공장소에 와서 다른 사람에게 폐를 끼치고도 공중도덕을 무시한다고 생각했기 때문이다. 이에 누리꾼들은 사진속의 주인공에게 '개똥녀'라는 별명을 붙이고, 애완견을 데리고 탄 여성의 사진을 공개적으로 유포하여 신원을 알아내기 위해 조직적으로 행동하기도 했다. 주인공의 홈페이지로 오해한 싸이월드 미니홈피에 욕설을 남기기도 했고, 실제 주인공을 흉내내 거짓 사과문을 써서 장난을 치기도 했다.
한편, 이 사건의 파장이 커지면서 마녀사냥과 다를 바 없는 누리꾼들의 과도한 비난에 제동을 거는 사람들도 있었다. 실제 전후 사정도 정확히 알지 못한 채 사진에 나타난 단편적인 모습만으로 어떤 상황이었는지 판단하기 어렵다는 의견도 있었고, 주인공이 애완견의 배설물을 치우라는 다른 승객들의 요구에 욕을 했다는 소문도 정확하지 않을 수 있다는 지적이 있었다. 또한 실제로 잘못을 저질렀다고 하더라도, 얼굴 사진과 신상명세를 언론에 공개해서 더 이상의 사회생활이 어려울 정도로 망신을 주는 것이 과연 올바른 처벌인가에 대해서 많은 논란이 있었다. 나중에는 일부 누리꾼들이 이 사진을 찍어서 올린 사람을 비난하기도 했다.
특히 해당 사건은 개인의 도덕성 문제에 가까웠음에도 불구하고 2000년대 한국 온라인 상에서 크게 유행하던 여성혐오와 결합되며 젊은 여성을 비하하는 용어로 그 의미가 확대되었다. 스마트폰의 보급이 시작되던 시기와 겹쳤던 터라 아직 성숙하지 않았던 인터넷 에티켓은 이를 가속화시켰다. 또한 당시 도촬범죄에 대한 인식도 무겁게 여겨지지 않았다는 점도 지나친 마녀사냥의 원인이 되었다.
이 사건은 블로그와 뉴스 포털 사이트로 대표되는 인터넷의 영향력을 실감하는 계기가 되었으며, 인터넷 시대에는 어느 누구든지 순식간에 사회적으로 널리 알려질 수 있다는 사실을 다시 한 번 확인시켰다. 또한 이 사건은 워싱턴 포스트에 이 기사가 실리면서 세계적으로 알려지게 되었다.

## 같이 보기
- 욕설
- 된장녀